# Podslemeni Lazi
Podslemeni Lazi su naselje u Hrvatskoj u sastavu općine Skrada. Nalaze se u Primorsko-goranskoj županiji.

## Zemljopis
Istočno su Gorani i Smišljak, jugoistočno je Žrnovac, južno je Sleme Skradsko, zapadno-jugozapadno je Bukovac Podvrški, zapadno-sjeverozapadno su Rasohe,  sjeverozapadno je Hosnik.

## Stanovništvo
| broj stanovnika | 64    | 54    | 50    | 20    | 27    | 39    | 37    | 20    | 17    | 13    | 12    | 8     | 1     |       |       |       |       |
|                 | 1857. | 1869. | 1880. | 1890. | 1900. | 1910. | 1921. | 1931. | 1948. | 1953. | 1961. | 1971. | 1981. | 1991. | 2001. | 2011. | 2021. |